# Gendrift
Als Gendrift (genetische Drift; das niederdeutsche Wort Drift ist verwandt mit dem deutschen treiben, auch Alleldrift oder Sewall-Wright-Effekt genannt) bezeichnet man in der Populationsgenetik eine zufällige Veränderung der Allelfrequenz innerhalb des Genpools einer Population. Gendrift ist ein Evolutionsfaktor. Eine quantitative Erweiterung stellt der Genshift dar, bei dem ganze Segmente von Genen zusammen ausgetauscht werden. Dies hat oft besonders ausgeprägte funktional-qualitative Änderungen zur Folge.
Gendrift und Genshift stellen eine Art Komplement zur natürlichen Selektion dar. Die natürliche Selektion hat keinen zufälligen Einfluss auf die Änderung der Genfrequenz einer Population, sondern ist direkt gekoppelt an den Überlebens- und Reproduktionserfolg von Individuen, also deren Angepasstheit an ihre Umwelt. Die genetische Drift bzw. Shift dagegen hat keine derartigen Ursachen, sondern ist rein zufallsbestimmt (stochastisch).
Da eine zufällige Änderung der Genfrequenz in kleineren Populationen statistisch mehr ins Gewicht fällt, stellen die Gendrift und Genshift einen wichtigen Faktor der Evolution von Gründerpopulationen und somit der Artbildung dar. Sie basiert darauf, dass eine abgeschnittene Zufallspopulation, die in einem bestimmten Gebiet lebt, nur einen kleinen Ausschnitt der möglichen Allelfrequenzen besitzt, die außerdem in einem anderen Verhältnis zueinander stehen als in der Gesamtpopulation. Die evolutionäre Weiterentwicklung dieser Population ist abhängig von diesen verschobenen Genfrequenzen.
Als Flaschenhalseffekt wird eine besondere Art der Gendrift bezeichnet, bei der die Populationsgröße durch ein zufälliges Ereignis stark vermindert und dadurch die in der Population vorkommende Variabilität verringert wird. Die Allelfrequenzen unterscheiden sich hinterher meist von denen der ursprünglichen Population, die verminderte genetische Diversität erschwert zukünftige adaptive Veränderungen.
Gendrift kann auch in größeren panmiktischen Populationen auftreten, nach Aufteilung in kleinere Teilpopulationen. Voraussetzung sind zufällige Veränderung von Genen und Weitergabe der veränderten Gene.
Bedeutungserweiterung: Als Gendrift wird auch die Verbreitung solcher Veränderungen in größere Populationen bezeichnet. Heute bezeichnet man als Gendrift auch das Eindringen bewusst oder zufällig veränderter Gene in andere Bereiche.

## Genfrequenzen
Aus der Sicht der Populationsgenetik ist die Gendrift ein Wahrscheinlichkeitseffekt. Die Gene, die an die nachfolgende Generation weitergegeben werden, sind keine vollständige Kopie der Gene der erfolgreichen Mitglieder der Elterngeneration. Sie sind eine zufällige (stochastische) Auswahl, eine Stichprobe mit zufälligen Schwankungen. Durch zufällige statistische Schwankungen weicht die Allelfrequenz in der Elternpopulation von der in der Kinderpopulation ab. Gendrift ist umso stärker bemerkbar, je kleiner eine Population ist. Dies hat statistische Ursachen. Beispiel: Beim Werfen von Münzen erscheint Kopf oder Zahl im Durchschnitt mit der gleichen Wahrscheinlichkeit. Doch bei nur wenigen Würfen ist es unwahrscheinlich, dass Kopf und Zahl exakt mit derselben Häufigkeit erscheinen. Je größer die Zahl der Würfe, desto näher kommt man einem Verhältnis von 50 : 50. Deshalb sind bei kleinen Populationen die Fluktuationen bei den Genfrequenzen größer als bei Populationen mit vielen Individuen (effektive Populationsgröße).
Wenn die Häufigkeit eines Allels in den aufeinanderfolgenden Generationen stark zu- oder abnimmt, dann kann ein Allel in der Population ganz verschwinden oder es wird das einzige Allel in der Population (Fixierung). Die genetische Vielfalt wird verringert, der Genpool verarmt.

## Gendrift und Genshift gegen natürliche Selektion
Gendrift bzw. Genshift und natürliche Selektion sind Evolutionsfaktoren und wirken gleichzeitig. Durch sie ändert sich die Zusammensetzung des Genpools. Die Häufigkeit von Allelen (Genvariationen) und damit die vorherrschenden phänotypischen Merkmale in einer Population werden über die Zeit geändert. Bei Gendrift und Genshift ist die Veränderung in der Häufigkeit der Allele unabhängig davon, ob sie vorteilhaft oder nachteilig auf den Phänotyp sind. Gendrift ist zufallsbedingt und unabhängig von der genetischen Fitness zu betrachten. Im Gegensatz dazu werden bei der natürlichen Selektion diejenigen phänotypischen Merkmale und damit diejenigen Allele bevorzugt, welche die genetische Fitness erhöhen.
In großen Populationen, in denen die Gendrift klein ist, wird die natürliche Selektion selbst bei niedrigem Selektionsdruck den größeren Betrag zur Veränderung der Genfrequenzen haben. In kleinen Populationen dagegen werden die größeren statistischen Schwankungen durch die Gendrift die Änderungen durch die Selektion überlagern.

## Gendrift und Genshift in Populationen
Genshift und Gendrift können tiefgreifende und oft bizarre Auswirkungen auf die Evolutionsgeschichte einer Population haben. Dies kann sogar zum Aussterben einer Population führen. Wenn eine Population auf eine geringe Größe zusammenschrumpft und dann wieder wächst (man nimmt an, dass dies während der menschlichen Evolutionsgeschichte geschehen ist), dann kann die Gendrift zu plötzlichen und dramatischen Änderungen in der Genfrequenz führen, unabhängig von natürlicher Selektion. Bei solchen Gelegenheiten können viele vorteilhafte Anpassungen verloren gehen (genetischer Flaschenhals). Mit einem genetischen Flaschenhals verbundene Gendefekte werden gelegentlich durch Purging teilweise kompensiert.
Auf ähnliche Weise kommt der Gründereffekt bei zum Beispiel wandernden Populationen zustande, bei dem nur wenige Individuen mit einer seltenen Allelzusammensetzung den Ausgangspunkt einer neuen Population bilden. Hier können die Genfrequenzen im Widerspruch zur bisherigen natürlichen Selektion stehen. Der Gründereffekt wird manchmal für das gehäufte Auftreten von Erbkrankheiten verantwortlich gemacht.

## Genshift in der Virologie
Einige Viren sind genetisch besonders instabil, z. B. das HIV sowie Erreger der Influenza und „grippaler“ Erkältungskrankheiten. Genshifts bei Influenza-Viren gelten als Ausgangspunkt einer Pandemie wie der Spanischen Grippe von 1918 und der Asiatischen Grippe von 1957.